# رود یونتالا
رود یونتالا (انگلیسی: Yontala) یک رودخانه در استان ولوگدای کشور روسیه است.